# Rosenholz-Dateien

Oberseite einer Rosenholz-CD

Die Rosenholz-Dateien umfassen 381 Datenträger (CD-ROMs) mit etwa 350.000 Dateien. Es handelt sich dabei hauptsächlich um mikroverfilmte Karteikarten der Hauptverwaltung A (HVA), des Auslandsnachrichtendienstes der DDR. Schätzungsweise 90 Prozent dieser Daten betreffen nicht inoffizielle Mitarbeiter (IM) des Ministeriums für Staatssicherheit (MfS), sondern Personen, die aus dem Umfeld der IM stammten oder aus anderen für das MfS wichtigen Gründen erfasst wurden. Anfänglich wurde angenommen, dass es sich bei den Dateien hauptsächlich um Klarnamen von Agenten handele, die auf dem Gebiet der Bundesrepublik für die DDR-Auslandsspionage tätig waren.

## Verbleib nach der Wende

### Aufkauf durch die CIA
In der Wendezeit gelangten die Dateien unter nicht genau geklärten Umständen in die Hände des US-amerikanischen Nachrichtendienstes CIA. Dabei handelte es sich um eine ältere Version. Die letzte aktuelle Kopie der Rosenholz-Dateien wurde am 28. März 1990, nach Genehmigung durch den Vorsitzenden des Bürgerkomitees zur Auflösung der Zentrale des Ministeriums für Staatssicherheit, vernichtet.
Laut den Annalen des damaligen Moskauer CIA-Stationschefs Milton Bearden wurden die Rosenholz-Dateien nicht bei der Erstürmung des Ministeriums für Staatssicherheit am 15. Januar 1990 erbeutet. Vielmehr wurde erst nach einer Anfrage des damaligen US-Präsidenten George H. W. Bush beim CIA-Chef das CIA-Büro in Berlin mit der Beschaffung beauftragt.
Die nach der Wende von der CIA beschafften Mikrofilme der Agentenkartei der HVA stammen nach Aussagen ehemaliger CIA-Agenten von einem KGB-Offizier. So soll ein Mitarbeiter des US-Geheimdienstes Kontakt mit ihm aufgenommen haben. Das Nachrichtenmagazin Der Spiegel berichtete, der KGB-Mann habe sich 1992 bei einer US-Botschaft in Osteuropa gemeldet und eine schlechte, aber noch lesbare Kopie der Mikrofilme zum Kauf angeboten, für die er 75.000 US-Dollar bekommen habe.
Eine Theorie besagt, dass im Dezember 1989 der HVA-Oberstleutnant Rainer Hemmann den Befehl erhielt, die mikroverfilmte Aktendatei nach Berlin-Karlshorst zu transportieren, um sie dort dem KGB-Verbindungsoffizier Alexander Prinzipalow auszuhändigen, da man damals der Auffassung gewesen sei, nur in der Sowjetunion eine sichere Verwahrung gewährleisten zu können. Dieses stellte sich jedoch schon bald als Fehleinschätzung heraus, denn ein CIA-Mitarbeiter hatte schon recht bald Kontakt mit dem in Ost-Berlin stationierten KGB-Oberst Alexander Sjubenko geknüpft. Dieser wiederum stellte den Kontakt zwischen Prinzipalow, dem CIA-Mitarbeiter und einem weiteren KGB-General her. Diese drei Geheimdienstmitarbeiter schafften die Mikrofilme während der Wirrungen nach dem Zusammenbruch der Sowjetunion im Sommer 1992 in die USA.
Sjubenko und Prinzipalow starben bald darauf unter mysteriösen Umständen. Die Washington Post feierte die CIA-Operation damals als größten Geheimdienst-Coup seit Beginn des Kalten Krieges.
Nachdem die Bestände zunächst nur in den USA ausgewertet wurden, geschah dies auch in anderen Ländern.

### Rückgabe an Deutschland
Nach langen Verhandlungen, bei denen auch das Bundesamt für Verfassungsschutz eine Rolle gespielt haben soll, wurden die Datenträger im Jahr 2003 der Bundesrepublik Deutschland übergeben. Warum der Vorgang so lange dauerte, ist umstritten. Den Namen „Rosenholz“ für das Vorhaben des deutschen Verfassungsschutzes, sich bei der CIA um Abschriften der Dateien zu bemühen, hatte ein Mitarbeiter des Bundesamts für Verfassungsschutz aus drei Bezeichnungen, die mit dem Buchstaben „R“ begannen, ausgewählt.
Bearden setzte sich als Chef der Bonner CIA-Station dafür ein, dass die Rosenholz-Dateien an die Bundesbeauftragte für die Unterlagen des Staatssicherheitsdienstes der ehemaligen Deutschen Demokratischen Republik (BStU) übergeben wurden, wofür er das Bundesverdienstkreuz erhielt.
Die Dateien sind aus unbekannten Gründen nicht vollständig.

## Offenlegung und Aufarbeitung
Die Daten wurden von der BStU auf Übersetzungs- und andere Fehler überprüft und stehen seit März 2004 der Öffentlichkeit zur Verfügung. 350.000 Datensätze sind archiviert worden. Ungefähr 1000 bis jetzt nicht enttarnte, in Westdeutschland eingesetzt gewesene ehemalige IM des DDR-Nachrichtendienstes sind recherchierbar.
Über einen Antrag auf persönliche Akteneinsicht bei der BStU können die Rosenholz-Daten eingesehen werden.
2006 wurde scharfe Kritik an der bisherigen Genehmigungspraxis geübt. Die Zeit berichtete in „Wer hat Angst vor Rosenholz?“, dass von einer angekündigten Öffnung der Rosenholz-Dateien für die Wissenschaft und Betroffene nicht die Rede sein könne, da in der Realität selbst Wissenschaftlern nur „sehr sehr restriktiv“ der Zugang gewährt werde, so bei Hubertus Knabe, Leiter der Stasi-Gedenkstätte in Berlin-Hohenschönhausen, dem von der BStU für 192 in einem Zeitraum von zwei Jahren gestellte Anträge auf Akteneinsicht lediglich 15 Genehmigungen erteilt wurden.
Eine wissenschaftliche Aufarbeitung der Daten in einem der Öffentlichkeit zugänglichen Bericht durch die BStU selber werde dienststellenintern verzögert und den damit befassten Mitarbeitern der BStU würden Maulkörbe verhängt. Über den Hintergrund dafür wird berichtet, dass die Rosenholz-Dateien zum Beispiel eine beachtliche Anzahl (42) von Angehörigen des Bundestags nennen, die als IM dem DDR-Nachrichtendienst zugearbeitet haben sollen. Auch andere Personen aus Wirtschaft und Wirtschaftsverbänden seien namentlich aufgeführt, ca. 39 Prozent der Objektquellen der Rosenholz-Dateien arbeiten in diesen Bereichen. Die BStU stellt dem gegenüber klar, dass „Restzweifel“ über die IM-Tätigkeit der genannten Personen eine gerichtsfeste Entscheidung über den Zugang zu diesen Daten sehr schwierig machten.
Am 2. August 2006 gab die BStU bekannt, dass nun erste Unterlagen zu Abgeordneten des 6. Deutschen Bundestags (1969–1972) auf entsprechende Anträge an Medien und Wissenschaft herausgegeben werden. Sie betreffen zunächst 16 der Abgeordneten, die auf „Rosenholz“-Karteikarten mit einem so genannten IMA-Vermerk (IM-Akte A) erfasst sind.
Aus einer bei „Rosenholz“ nachgewiesenen IM-Akte kann nicht auf eine IM-Tätigkeit geschlossen werden, da sich die Dateien teilweise auf Kontaktpersonen beziehen, die keine IM waren und im Regelfall unbemerkt „abgeschöpft“ wurden.